# Pote tha kani Xasteria
Pote tha kani Xasteria (griechisch Πότε θα κάνει ξαστεριά; Wann wird der Himmel klar?) ist eine kretische Hymne, die die Bauern im Aufstand gegen die osmanische Besetzung gesungen haben. Der schlichte Text handelt davon, dass ein Mann sein Gewehr holt und die Feinde erschießt. Die Hochebene Omalos Chanion soll ihren Namen auf das Lied zurückführen.
Nikos Xylouris wurde durch das Lied berühmt, das so auch eine Rolle im Kampf gegen die Diktatur (1973) spielte.

## Text
| Griechisch | Deutsch |
| --- | --- |
| Πότε θα κά-, πότε θα κάνει ξαστεριά Ορέ, πότε θα φλεβαρίσει, πότε θα φλεβαρίσει να πάρω το, να πάρω το τουφέκι μου,            | Wann wird, wann wird es klaren Himmel geben, He, wann wird es Februar, wann wird es Februar, dass ich mein, dass ich mein Gewehr hole,                           |
| Να πάρω το, να πάρω το τουφέκι μου Ορέ, την όμορφη πατρόνα, την όμορφη πατρόνα να κατεβώ, να κατεβώ στον                       | Dass ich mein, dass ich mein Gewehr hole, ach, die schöne Patronin die schöne Patronin dass ich runtergehe, dass ich nach Omalo runtergehe,                      |
| Να κατεβώ, να κατεβώ στον Ομαλό Ορέ, στη στράτα των Μουσούρων, στη στράτα των Μουσούρων να κάνω μά-, να κάνω μάνες δίχως γιους | Dass ich runtergehe, dass ich nach Omalo runtergehe He, auf der Straße von Mousoura, auf der Straße von Mousoura dass ich Mü-, dass ich Mütter ohne Söhne mache, |
| Να κάνω μά-, να κάνω μάνες δίχως γιους Ορέ γυναίκες δίχως άντρες, γυναίκες δίχως άντρες να κάνω και, να κάνω και μωρά          | Dass ich Mü-, dass ich Mütter ohne Söhne mache He, Frauen ohne Männer, Frauen ohne Männer dass ich auch, dass ich auch Babys dazu bringe,                        |
| Να κάνω και, να κάνω και μωρά παιδιά Ορέ να κλαιν δίχως μανάδες, να κλαιν δίχως μανάδες Πότε θα κά-, πότε θα κάνει ξαστεριά    | Dass ich auch, dass ich auch Babys dazu bringe, Leute He, dass sie weinen ohne Mütter dass sie weinen ohne Mütter Wann wird, wann wird der Himmel klar           |